# Brightness: Live in Amsterdam
Brightness: Live in Amsterdam ist ein Jazzalbum des Kirk Knuffke Trios mit Mark Helias und Bill Goodwin. Die am 2. Juni 2016 bei einem Konzert im Bimhuis, Amsterdam entstandenen Aufnahmen erschienen im Februar 2020 auf dem Label Royal Potato Family.

## Hintergrund
Der Kornettist Kirk Knuffke hatte bereits zuvor mit den beiden Musikern zusammengearbeitet, mit dem Bassisten Mark Helias zuletzt 2015 bei Uri Caines Album Calibrated Thickness, sowohl mit Helias als auch mit dem Schlagzeuger Bill Goodwin 2015 bei seinem eigenen Album Arms & Hands. Das Titelstück widmete Knuffke Sun Ra. Der Kornettist gab sein Gesangsdebüt mit zwei Titeln, in White Shoulders und The Mob, The Crowd, The Man, die beide Textteile des Dichters Carl Sandburg enthalten.

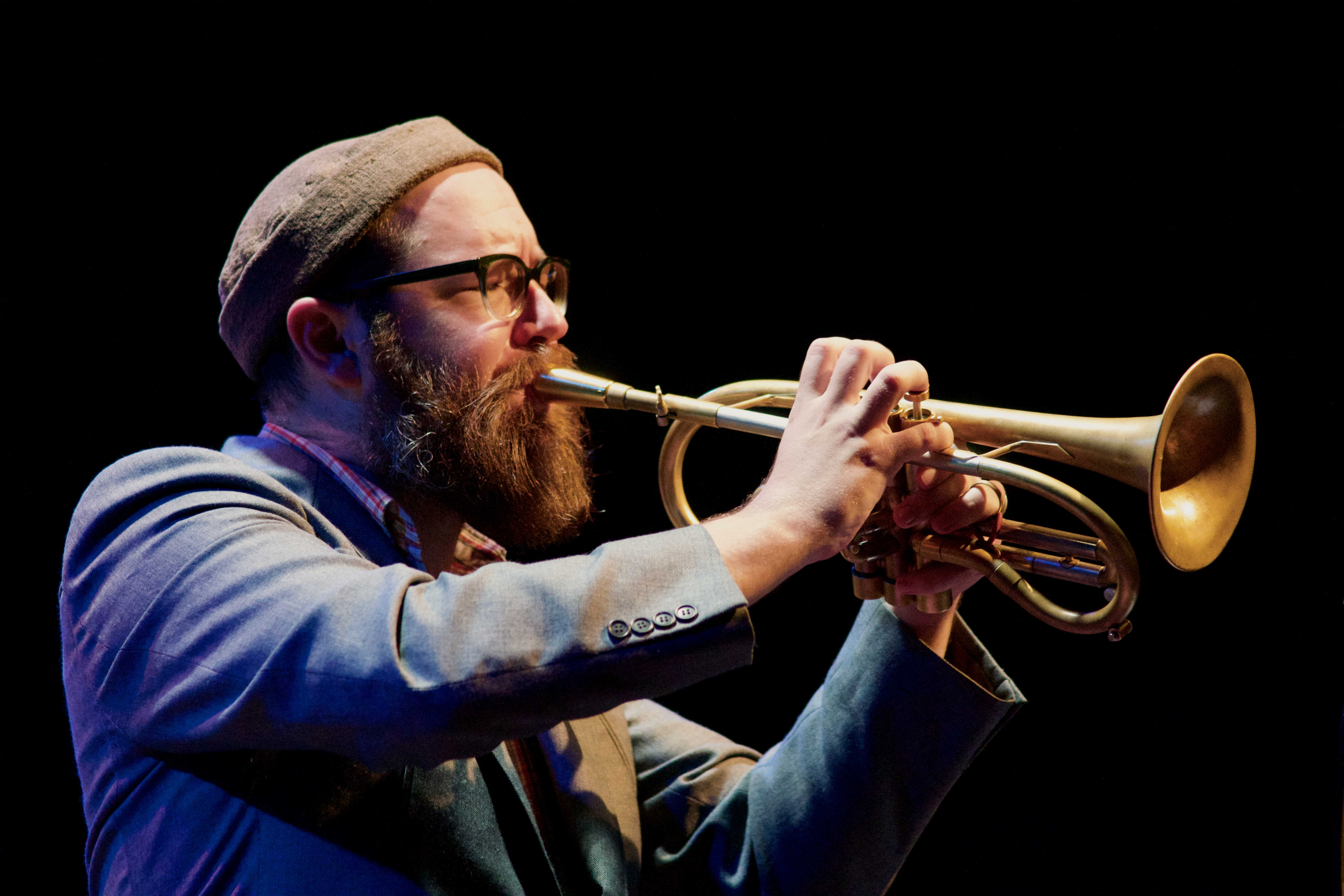
Kirk Knuffke (bei der Aufnahme am 2. Juni 2016 im Bimhuis)
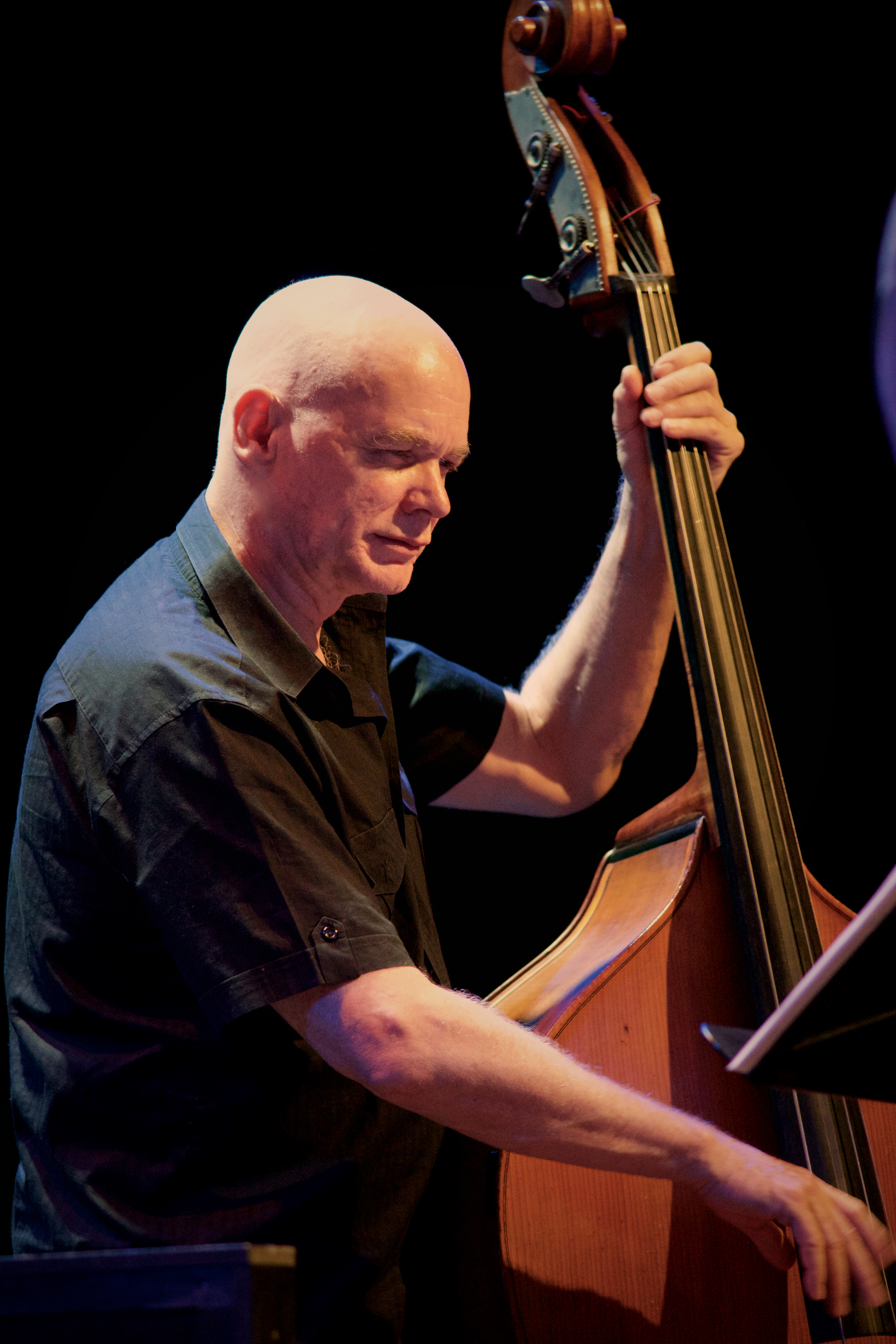
Mark Helias (2. Juni 2016)
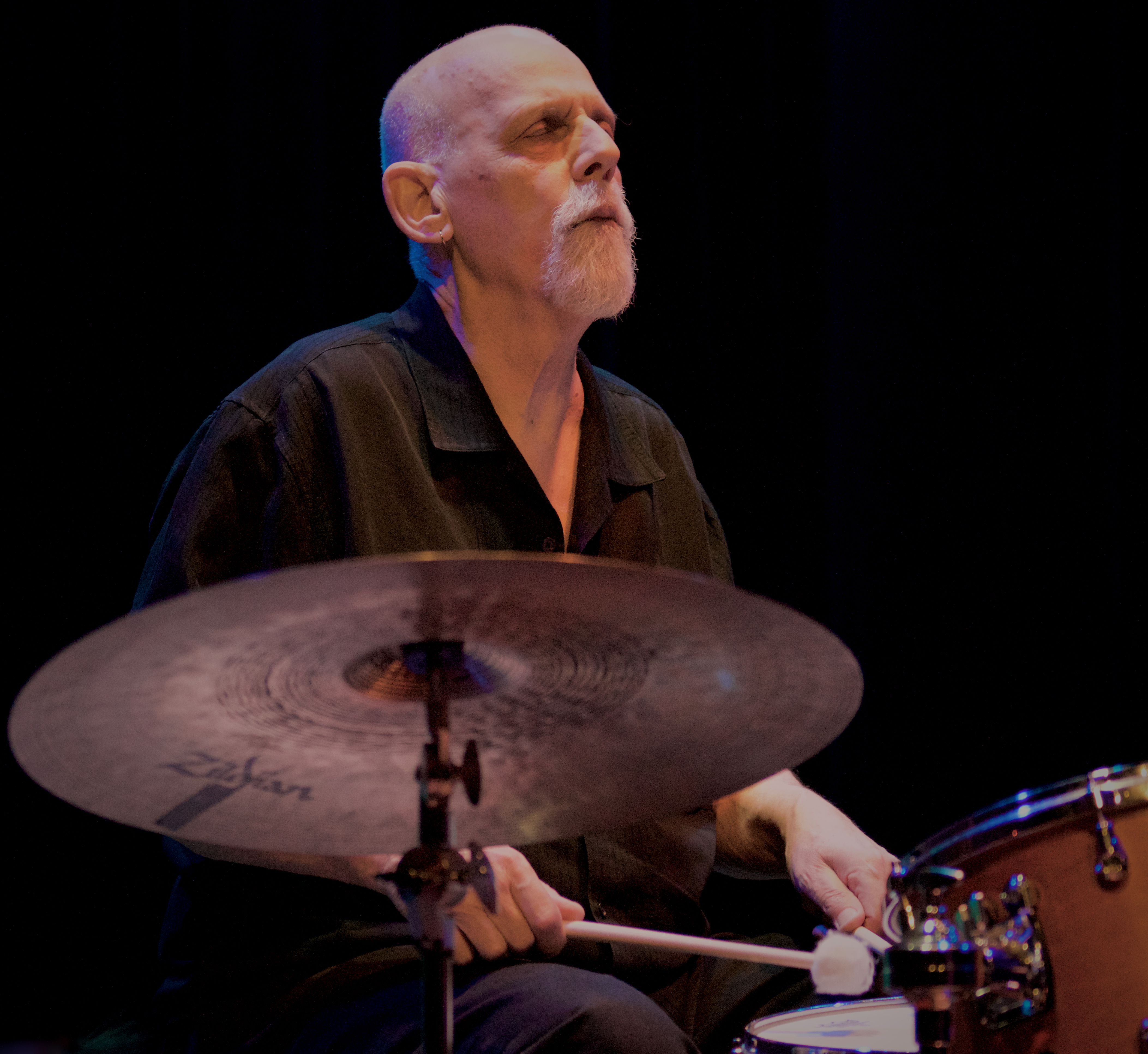
Bill Goodwin (2. Juni 2016 im Bimhuis)

## Titelliste
- Kirk Knuffke: Brightness: Live in Amsterdam
  1. Brightness
  2. Rise
  3. White Shoulders
  4. Odds
  5. The Mob
  6. The Crowd, the Mass
  7. That’s a Shame
  8. Spares and Falls

## Rezeption
Dave Sumner zählte das Album zu den besten Veröffentlichungen des Monats und lobte, Knuffkes Musik verkörpere gleichzeitig etwas Altes und etwas Neues, habe dabei aber immer eine melancholische Stimmung. Wie dieser Livemitschnitt aus dem Amsterdamer Bimhuis zeige, sei der Blues durchweg sichtbar – eine Tatsache, die zutrifft, wenn das Trio des Kornettisten mit Bill Goodwin und Mark Helias in die Avantgarde, die Ära der Tin Pan Alley und in moderne Gebiete eintauche. Knuffke sei neben Ron Miles und Rob Mazurek einer der führenden Kornettsspieler der Szene, und dieses Album festige diesen Ruf.

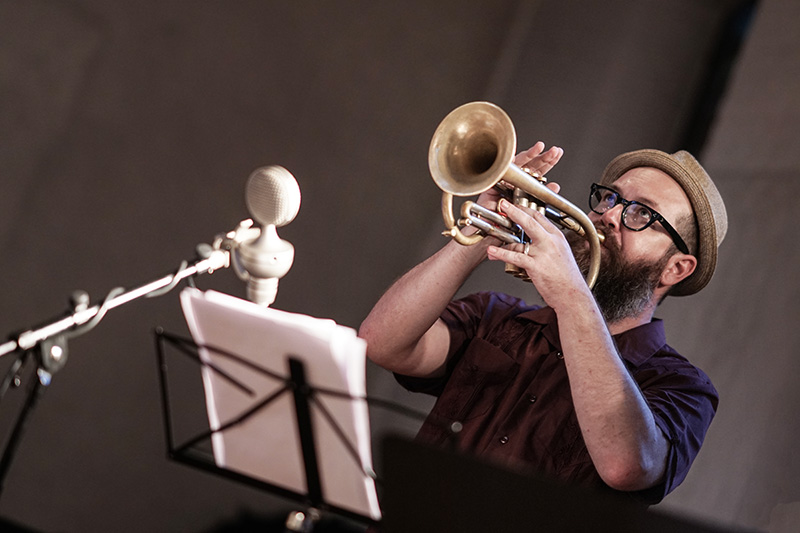
Kirk Knuffke auf dem Copenhagen Jazz Festival 2018

Nach Ansicht von Doug Collette, der das Album in All About Jazz rezensierte, setzte Knuffke – hier in der Rolle des Bandleaders und Komponisten – auf seine ausgefeilte Vielseitigkeit. Der Mitschnitt sei ein Beweis für den individuellen und kollektiven Instinkt des Trios, dass sie viel Raum für einander lassen, wenn sie Ideen hin und her werfen und dann verschiedene Gedankengänge zu logischen Schlussfolgerungen in der Spontaneität dieser besonderen Momente verfolgen.
Bill Milkowski schrieb in Down Beat, der Kornettist Kirk Knuffke sei eine temperamentvolle Stimme in der subversiven Tradition von Lester Bowie und Don Cherry. Seine Musik überspanne überzeugend die Kluft zwischen Innen und Außen. Knuffkes Beherrschung seines Instruments zeige grenzenlose Beherrschung der Technik und einen passenden kreativen Geist, was ihm ermögliche, dorthin zu gelangen, „wohin ihn sein Herz und sein Verstand führen.“ Dabei sei es egal, ob es sich um Free-Bop-Stücke wie Odds handele, die dem verstorbenen Sopransaxophon-Meister Steve Lacy gewidmet ist, oder um explorativere Nummern wie den unerschrockenen Jimmy-Lyons-Tribut That’s a Shame und das dramatische, suchende Spares and Falls. Die einfallsreiche, hochgradig interaktive Crew erreiche einige ekstatische Höhepunkte in diesem gewagten, hoch aufgeladenen Set, lobt der Autor, der das Album mit vier (von fünf) Sternen auszeichnet.